# 哈维·格兰斯
哈维·爱德华·格兰斯（英語：Harvey Edward Glance，1957年3月28日—2023年6月12日），美国男子田径运动员，黑人，主攻短跑。他曾代表美国参加1976年夏季奥林匹克运动会田径比赛，获得男子4×100米接力金牌。
2023年6月12日，格兰斯于亞利桑那州梅萨的一家医院去世，享年66岁。